# Brusciano
Brusciano là một đô thị của Ý. Đô thị này thuộc tỉnh Napoli trong vùng Campania. Brusciano có diện tích 5 km2, dân số theo ước tính năm 2009 của Viện thống kê quốc gia Ý là 15.919 người. 
Các đơn vị dân cư:
Đô thị Brusciano giáp với các đô thị:
Thị xã nằm ở đông bắc sâu trong nội địa so với Napoli, cách Napoli 15 km. Đây là phố cổ nghỉ dưỡng phát triển dục theo Puglia quốc gia.